# 水瀬あやこ
水瀬 あやこ（みなせ あやこ、1980年5月6日 - ）は、大阪府出身のヴォーカリスト、シンガーソングライター。レコード会社はメロディーレコーズ。埼玉大学中退。

## 来歴
デビュー前、インコグニートとの音楽制作の為、ロンドンに半年間滞在。
元々は本名の楠野 紋子（くすの あやこ）で活動していたが、2003年の徳間ジャパンコミュニケーションズへのレコード会社移籍で楠木 あや（くすのき あや）に改め、2006年に現在の芸名とした。

2009年に所属事務所もアルデル・ジローから徳間ジャパンへ完全移籍。
実用英語技能検定準一級と宅建の資格を持つ。

## ディスコグラフィ
コロムビアミュージック
- 2002年3月1日『TRY AGAIN』
- 2002年7月20日『真珠』

徳間ジャパンコミュニケーションズ
- 2003年4月16日『CLOSE』
- 2003年10月22日『虹色砂漠』
- 2006年12月6日『東京ブギウギ』
- 2007年4月4日『京都の恋』（渚ゆう子のカバー）
- 2008年10月8日『つぐない』（テレサ・テンのカバー）

MEG-CD
- 2013年12月4日『再恋』

メロディーレコーズ
- 2016年6月15日『追想（天地明作詞・武市昌久作曲）/忘れたいのに（水瀬あやこ作詞作曲）』

## テレビドラマ
- 水戸黄門 第20部 第12話「悪を糺す阿波踊り -徳島-」（1991年1月28日、TBS / C.A.L） - お美代 役 ※楠野紋子名義

## その他
文化放送のラジオ番組『楠木あやのドリーム・ボート』、静岡県熱海市のエフエム熱海湯河原でパーソナリティーを担当した。
2006年から再び文化放送『水瀬あやこのときめき歌謡ランデブー』を担当。2008年4月から文化放送の番組小改編に伴い、番組名が『水瀬あやこのときラン』となり、放送時間もおよそ半分の15分になった。
| 文化放送 月曜26:30-27:00                               | 文化放送 月曜26:30-27:00                                  | 文化放送 月曜26:30-27:00                         |
| 前番組                                                 | 番組名                                                    | 次番組                                           |
| ------------------------------------------------------ | --------------------------------------------------------- | ------------------------------------------------ |
| 山本智子のうしみつドキドキ。 2004年1月 - 2006年9月     | 水瀬あやこのときめき歌謡ランデブー 2006年10月 - 2008年3月 | ワカバ食堂 ※26:00 - 27:00                        |
| 文化放送 水曜26:45-27:00                               |                                                           |                                                  |
| 八反安未果 真夜中のスタンダード 2007年10月 - 2008年3月 | 水瀬あやこのときめき歌謡ランデブー 2008年4月 - 2009年3月  | 太田英明とCOONのP!ck Up ★ STATION ※26:00 - 27:00 |